# Trezzo sull'Adda

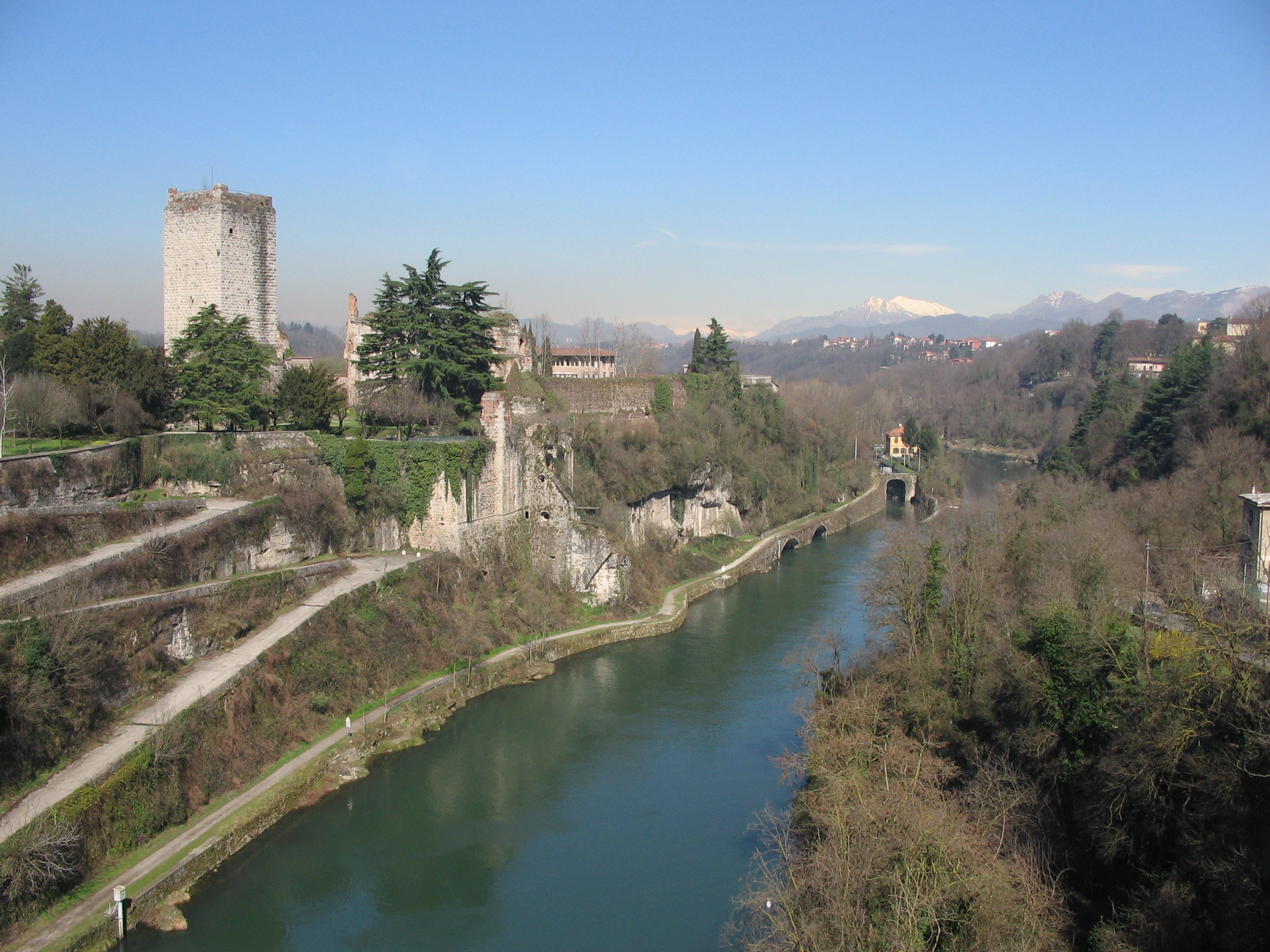
Lâu đài Visconti ởn Trezzo.

Trezzo sull'Adda là một đô thị ở tỉnh Milano, vùng Lombardia của Italia, khoảng 30 km về phía đông bắc của Milano bên sông Adda.
Trezzo sull'Adda giáp các đô thị: Cornate d'Adda, Bottanuco, Capriate San Gervasio, Busnago, Grezzago, Vaprio d'Adda.
Công trình nổi bật ở đây là tòa lâu đài lớn đã từng thuộc dòng họ Visconti hùng mạnh vào thế kỷ 14. Tòa lâu đài này đã từng bị đốt phá nhiều lần và đã được xây lại nhiều lần. Lần xây lại cuối cùng là vào năm 1370.
Ngoài ra, đô thị này còn có công trình Villa Gina, một biệt thự xây vào thế kỷ 17.